# Gruetli-Laager
Gruetli-Laager és una població dels Estats Units a l'estat de Tennessee. Segons el cens del 2000 tenia 1.867 habitants.

## Demografia
Segons el cens del 2000, Gruetli-Laager tenia 1.867 habitants, 720 habitatges, i 540 famílies. La densitat de població era de 57,9 habitants/km².
Dels 720 habitatges en un 34,6% hi vivien nens de menys de 18 anys, en un 59,2% hi vivien parelles casades, en un 11,9% dones solteres, i en un 25% no eren unitats familiars. En el 22,9% dels habitatges hi vivien persones soles l'11,7% de les quals corresponia a persones de 65 anys o més que vivien soles. El nombre mitjà de persones vivint en cada habitatge era de 2,59 i el nombre mitjà de persones que vivien en cada família era de 3,03.
Per edats la població es repartia de la següent manera: un 27,3% tenia menys de 18 anys, un 9,6% entre 18 i 24, un 28% entre 25 i 44, un 22,4% de 45 a 60 i un 12,6% 65 anys o més.
L'edat mediana era de 35 anys. Per cada 100 dones de 18 o més anys hi havia 92,5 homes.
La renda mediana per habitatge era de 23.101 $ i la renda mediana per família de 27.542 $. Els homes tenien una renda mediana de 26.198 $ mentre que les dones 17.634 $. La renda per capita de la població era d'11.704 $. Entorn del 21,3% de les famílies i el 24,8% de la població estaven per davall del llindar de pobresa.

## Poblacions més properes
El següent diagrama mostra les poblacions més properes.